# Osięciny-Probostwo
Osięciny-Probostwo – kolonia w Polsce, położona w województwie kujawsko-pomorskim, na Kujawach, powiecie radziejowskim, w gminie Osięciny.
Nazwa Osięciny-Probostwo została ustalona 1 stycznia 2018. Do 1 stycznia 2023 była kolonią wsi Osięciny.